# Sankei shinbun
Le Sankei shinbun (産経新聞) ou Sankei shimbun est un journal quotidien japonais fondé en 1933.
Ancré à droite, conservateur, il est publié par la compagnie Sankei Shimbun Co., Ltd (株式会社産業経済新聞社, Kabushiki gaisha sangyō keizai shinbunsha). Il fait partie des cinq plus importants journaux japonais avec le Yomiuri shinbun, l'Asahi shinbun, le Mainichi shinbun et le Nihon keizai shinbun.
On l’a décrit comme étant de droite,,, ou d’extrême droite,,,,. Il a publié des documents minimisant ou niant les crimes de guerre japonais,.